# Spiritchaser
Spiritchaser (в переводе с англ. — «Ловец духов») — седьмой студийный альбом группы Dead Can Dance, выпущенный на британском лейбле 4AD в июне 1996 года.

## Об альбоме
«Spiritchaser» записан на домашней студии Брендана Перри «Quivy Church» в Ирландии.
На создание этого альбома музыкантов вдохновила музыка народов Африки и Южной Америки.
На композицию «The Snake and The Moon» был выпущен единственный в дискографии Dead Can Dance коммерческий макси-сингл на CD.

## Список композиций
1. «Nierika» — 5:44
2. «Song of the Stars» — 10:13
3. «Indus» — 9:23
4. «Song of the Dispossessed» — 4:55
5. «Dedicacé Outò» — 1:14
6. «The Snake and the Moon» — 6:11
7. «Song of the Nile» — 8:00
8. «Devorzhum» — 6:13

### The Snake and the Moon
1. «The Snake And The Moon (Edit)» — 4:14
2. «Song Of The Nile» — 8:01